# 暴風雪太空梭計畫

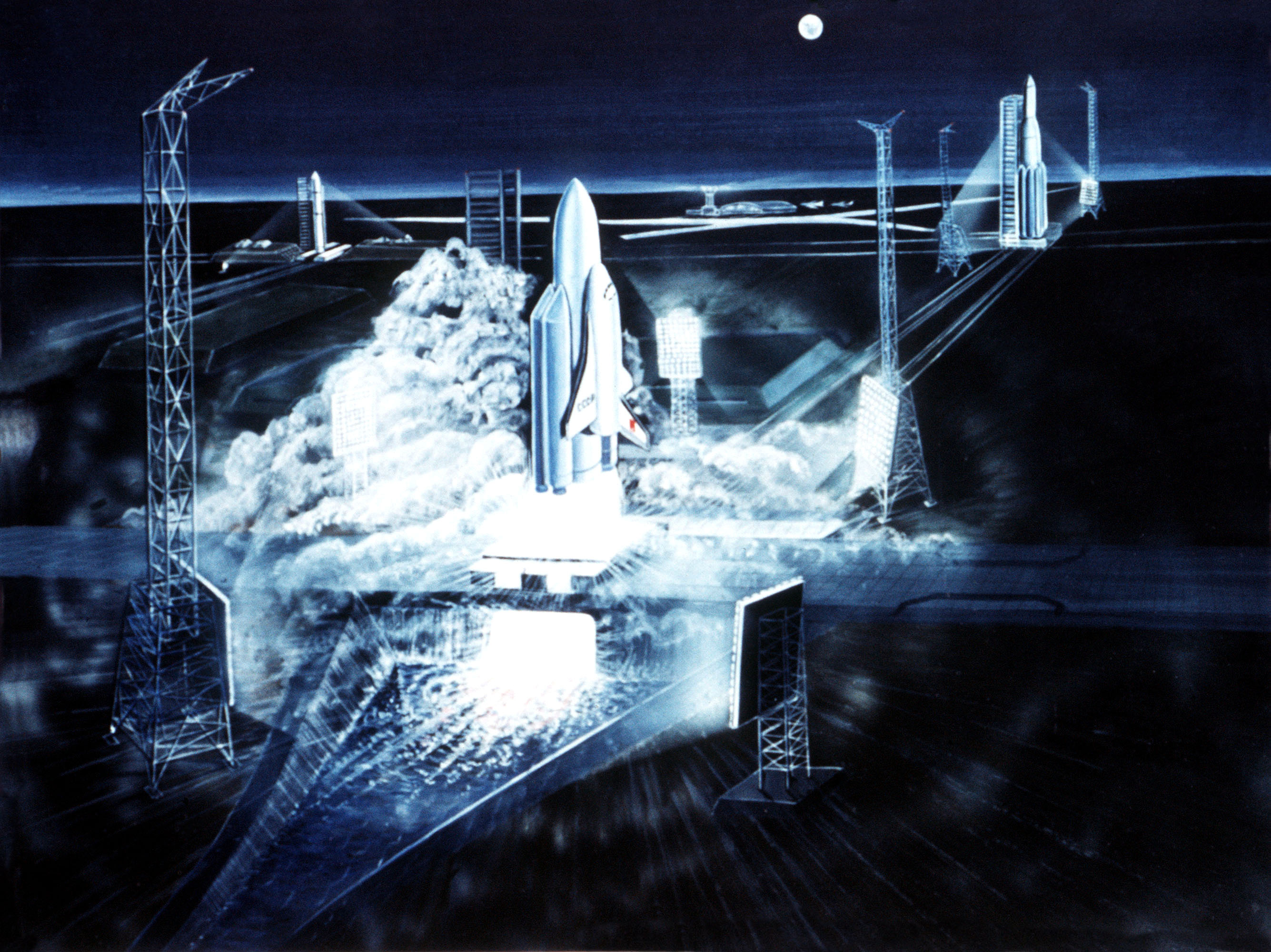
暴風雪號發射時的素描

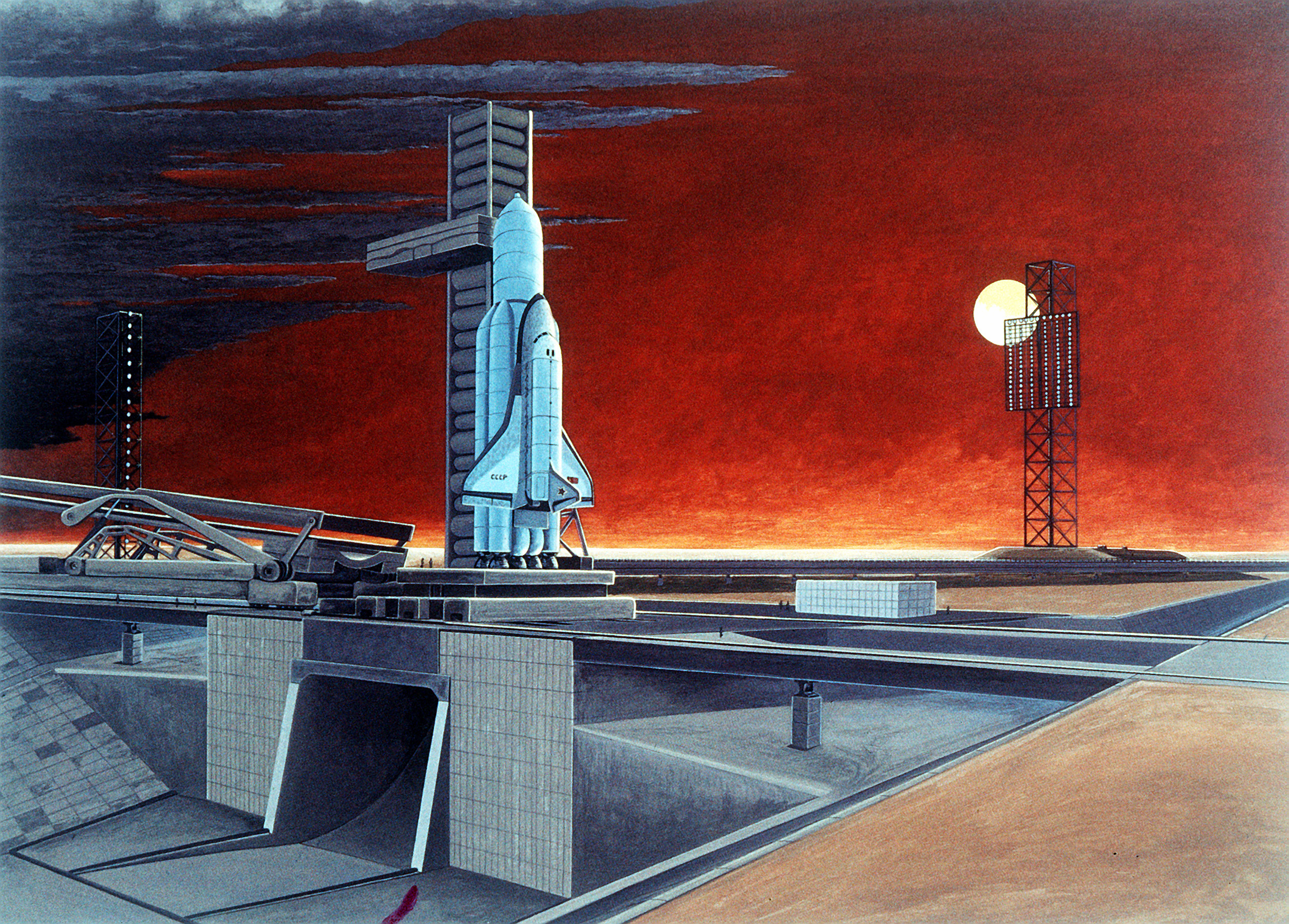
發射前豎立階段完成時的素描

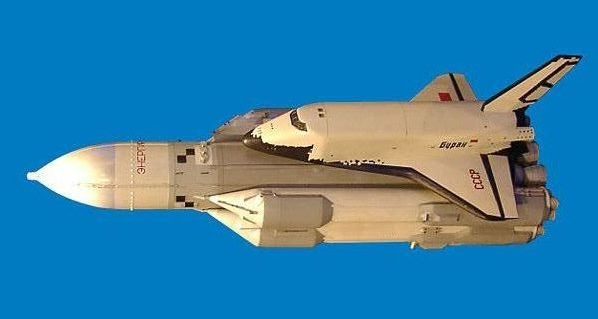
暴風雪號穿梭機及能量號火箭模型

暴風雪穿梭機計劃（俄语：Бура́н，羅馬轉寫：Buran）是一個存在於前蘇聯時代的可重複使用太空船計劃。計劃始於1976年，由當時蘇聯的中央空氣動力學研究所（ЦАГИ；TsAGI）負責，以回應由美國太空總署負責的太空穿梭機計劃。本來蘇聯計算了成本後對於研製太空梭興趣缺缺，然而政治家認為既然美國國防部也有參與美國的穿梭機計劃，表示這類的發展計劃並不單純只是民間的科學探索，而是一種有效的軍事武器，因此希望利用這對等的計劃製造一個潛在性的軍事威脅，以平衡在冷戰中各方的勢力。暴風雪計劃是蘇聯的太空探索史中最大型及最昂貴的計劃，但縱然暴風雪號在外型上與美國太空總署的穿梭機相似，實際上的功能卻差別甚大，特別是自動化設計和發射方式的思維。

## 背景
其實蘇聯的可重複使用太空船計劃，早於1950年代末的太空時代時已經埋下了伏線。縱然這些構思沒有被繼續下去，及統一統籌過，但蘇聯的可重複使用太空船的構思相對較舊。在得知美國開始設計太空梭並推出回應的暴風雪計劃前，史上並沒有任何一個計劃到達生產階段。
穿梭機的構思首次見於研發高空噴射客機风暴（Burya）。風暴的研發當時已經進入原形的階段，已知曾作出數次測試飛行，但最終被中央委員會取消這個計劃。風暴的最終目標是可以攜帶一個核彈頭，推測是前往美國後再折返基地。風暴的研發被終止是基於決定了要發展洲際彈道導彈。另一個例子是於60年代研發的Zvezda（俄語星星的意思），亦同樣進入了原形階段。無獨有偶，在幾十年後的國際太空站計劃中，服務艙被命名為「Zvezda」。在Zvezda後，直至暴風雪計劃出現為止依然有零星少許的可重複使用計劃。

## 發展
暴風雪計劃的發展始於1970年代的早期，用以回應美國的穿梭機計劃。正當蘇聯的工程師喜好一架小型而輕巧的載具之際，軍方的領導卻傾向直接而全面地複製擁有三角翼的大型穿梭機，原來是因為蘇聯政客懷疑美國的太空梭能夠捕捉衛星，藉以維持兩個超級大國之間的勢力平衡。
穿梭機的建造始於1980年，首架成型的暴風雪穿梭機在1984年完成出廠。在1983年7月，由一架比例為實物1:8的模型（BOR-5）進行了一次次軌道的測試飛行。隨著計劃進行，總共作出了五次以實物模型進行的測試飛行。後期更有一架稱為OK-GLI，或者「暴風雪號空氣動力學模擬」的試驗機，安裝上了四台噴射引擎在機尾進行測試。試驗機能以自己力量起飛，當到達測試的指定地點後，引擎熄滅讓OK-GLI滑翔回基地。這樣的測試為日後的暴風雪號提供了珍貴的飛行數據。而且有趣的是，這些數據與美國的企業號試驗機被噴射客機運載升空後降落的方法所得出的數據不同。另一邊廂的企業號，由於其設計是打算以可重複使用的太空船為主，故設計上不可改裝上噴射引擎。OK-GLI共作了24次測試飛行，直至試驗機被“耗盡”為止。

## 首次飛行
暴風雪號的首次及唯一一次的軌道飛行任務，於1988年11月15日UTC3:00順利發射升空。它是由經特別設計的能源號火箭推進器送上太空。由於此次任務是無人駕駛，所以機上並沒裝有生命保障系統，操控台上的顯視屏亦沒有裝上任何軟體。 任務之中，暴風雪號用了206分鐘圍繞地球兩周。在返回地球時，穿梭機在拜科努爾太空中心的跑道上進行了自動降落程序。整體而言，蘇聯的設計評價更高，因為發射和回收方式較美國的簡單而實用得多。

## 取消的計劃

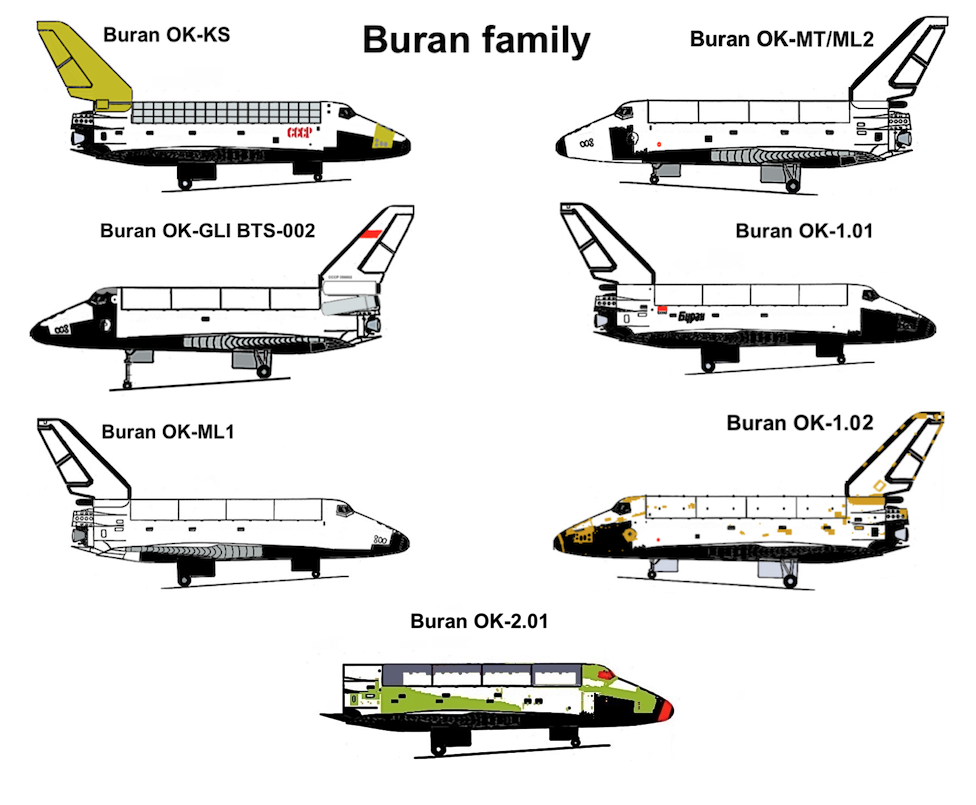
暴風雪穿梭機全系列

在縮減及實際終止暴風雪穿梭機計劃前，截止1989年為止的計劃飛行任務如下： 
- 1991年－小鳥號 首次無人飛行，任務為期1至2天。
- 1992年－小鳥號 第二次無人飛行，任務為期7至8天。進行軌道飛行演習及太空站對接測試。
- 1993年－暴風雪號 第二次無人飛行，任務為期15至20天。
- 1994年－穿梭機2.01 首次載人飛行測試，任務為期24小時。船上裝有生命維持系統及兩張彈射座椅。機員兩名，伊格爾･沃爾克為指揮官，亞歷山大･伊萬欽科為飛行工程師。
- 第二次載人飛行測試，將包括兩名太空人。
- 第三次載人飛行測試，將包括兩名太空人。
- 第四次載人飛行測試，將包括兩名太空人。

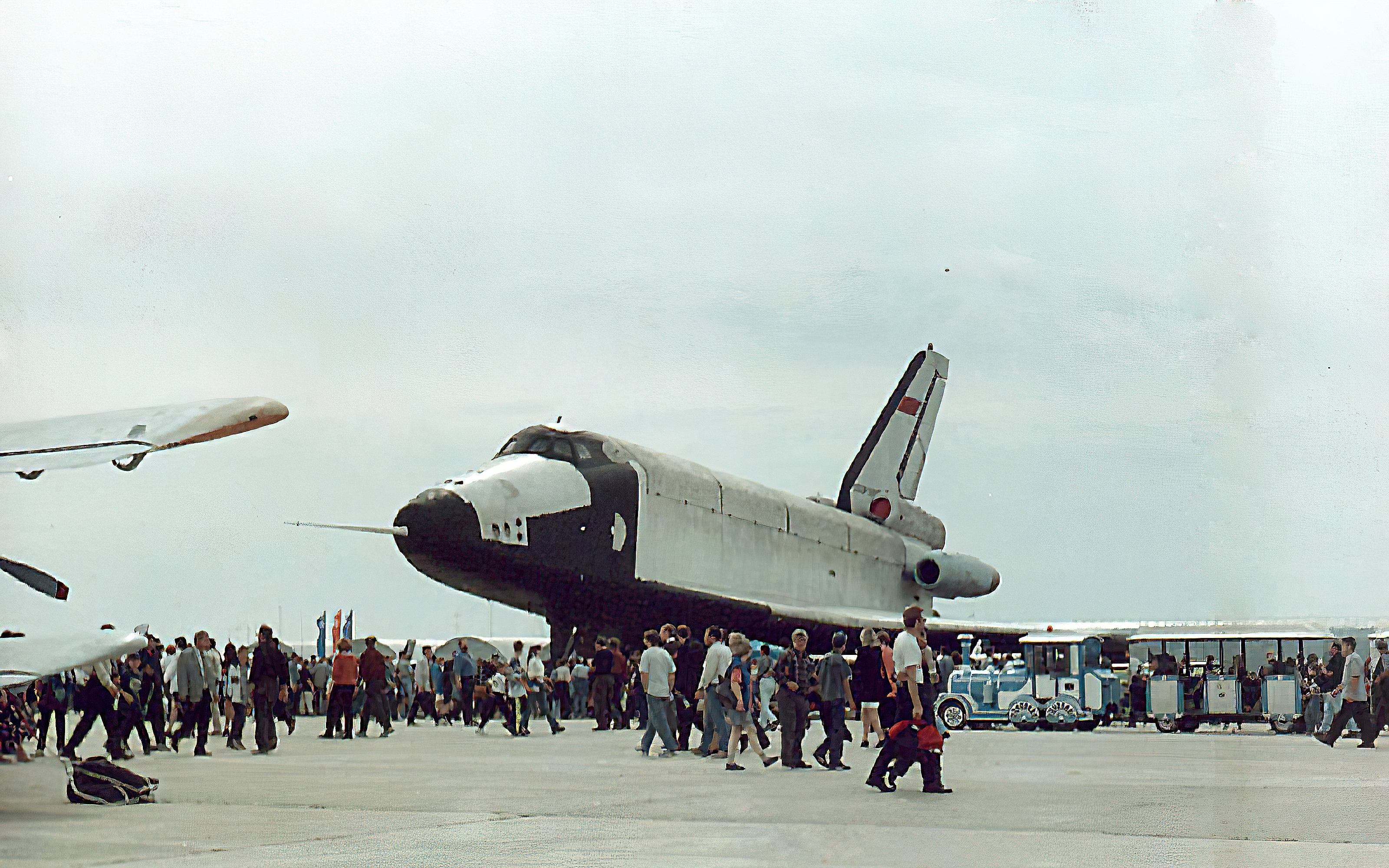
位於茹科夫斯基鎮的暴風雪號太空試驗台，MACS，1999年

其後計劃中的小鳥號第二次無人飛行被更改為提前於1991年進行：
- 1991年12月－小鳥號（穿梭機1.02）第二次無人飛行，任務為期7至8天。進行軌道飛行演習及太空站對接測試：
  - 與和平號太空站的「水晶號」艙自動對接；
  - 太空站上人員轉到穿梭機上，以進行一系列的系統測試24小時，當中包括遙遠控制器。
  - 從太空站分離並於軌道上自動飛行
  - 與載人的聯盟號-TM101太空船對接
  - 太空船上人員轉到穿梭機上，以進行一系列的系統測試24小時。
  - 自動分離及返回地球降落

## 終止
在首次飛行之後，蘇聯因缺乏資金及當時的政局而把計劃暫時擱置。導致其後的兩台軌道載具，預計於1990年完成的小鳥號及1992年完成的一台永遠無法完成。整個計劃最終由時任俄羅斯總統的葉利欽正式於1993年6月30日宣佈終止。在終止前，整項暴風雪計劃已經花費200億盧布（109）
雖然坊間普遍接受了終止計劃是因為缺乏資金，但亦有傳聞指因暴風雪號的首次飛行返回地球時“嚴重損毀”，導致不可能再作第二次飛行。暴风雪与美国航天飞机一样是铝制机身外敷隔热瓦，如果损坏深及铝制机身，则会如同哥伦比亚号一样解体。而隔热瓦的烧蚀是计划中的，两国航天飞机在每次飞行后均需大面积更换因烧蚀消耗的隔热瓦，尤其在机首、机腹和机翼前缘，没有“严重损毁”却能以一米内的偏差精确着陆，而又不能维修再作第二次飞行之说。後來蘇聯公布了暴風雪號從軌道返回後的照片及影片以證明可用性。
整個計劃原意是為了提升國家形象、進行研究，以及追上和美國穿梭機計劃一樣同等水平的科技。當中還包括向在1986年發射升空，一直服務直至2001年的和平號太空站提供補給。但最終和平號太空站亦被一架穿梭機探訪，可惜的是該架穿梭機是美國的，而並非暴風雪號。其中本來用以把和平號太空站與暴風雪號穿梭機對接的組件——暴風雪SO（即和平號對接艙），在執行「太空梭－和平」計劃前被重新拿出來並改裝，以便把太空站與美國的穿梭機進行對接。

## 現況
除了五架正式的暴風雪號穿梭機外，還有八架試驗機。試驗機用以測試數據或者作大氣飛行，亦有些僅為測試電子組件擺放、駕駛程序的模型。
2015年國家地理頻道與俄羅斯攝影團隊一同到訪了存放於拜科努爾太空中心112-MZK組裝大樓內的小鳥號和OK-MT試驗機，披露了這兩架前蘇聯太空梭的現狀。
| 照片                                   | 編號                                                  | 建造日期                               | 用途                                   | 現況 |
| 太空飛行暴風雪穿梭機（量產實用型載具） | 太空飛行暴風雪穿梭機（量產實用型載具）                | 太空飛行暴風雪穿梭機（量產實用型載具） | 太空飛行暴風雪穿梭機（量產實用型載具） | 太空飛行暴風雪穿梭機（量產實用型載具） |
| -------------------------------------- | ----------------------------------------------------- | -------------------------------------- | -------------------------------------- | --- |
|                                        | 穿梭機OK-1K1－暴風雪號 （1.01號，GRAU編號：11F35 K1） | 1986年                                 | 無人飛行（1988年）                     | 殘存的設備歸屬蘇聯時代的航天中心所在地哈薩克擁有，由於哈薩克缺乏资金維護任憑戶外風吹雨打暴風雪號，2002年，機體連同能量號火箭被倒塌的機棚壓毀。 |
|                                        | 穿梭機OK-1K2－小鳥號 （1.02號，GRAU編號：11F35 K2）   | 1988年                                 | 未曾使用                               | 是前蘇聯暴風雪太空太空梭計劃中的第2架太空梭，於1988年開始建造，1993年暴風雪太空梭計劃停止後，太空梭現由哈薩克斯坦所擁有，太空梭已殘破不堪，已不復見當年代表舊蘇聯太空科技先進英姿煥發的模樣。2002年暴風雪號機棚倒塌事故後，遷移至拜科努爾太空中心的112-MZK組裝大樓。 |
|                                        | 穿梭機OK-2K1－貝加爾號 （GRAU編號：11F35 K3）         | 1990年                                 | 未曾使用                               | 是前面兩台太空梭的設計改進型。現在經整修後保存於莫斯科近郊茹科夫斯基的飛行博物館 |
|                                        | 2.02號，OK-2K2/OK-TK （GRAU編號：11F35 K4）           | 1991年                                 | 未曾使用                               | 暴風雪太空梭計畫結束後部份被拆開，其餘部份存放在莫斯科附近的圖什諾（Tushino）機器製造廠之中 |
|                                        | 2.03號，OK-2K3 （GRAU編號：11F35 K5）                 | 1992年                                 | 未曾使用                               | 暴風雪太空梭計畫結束後部份被拆開，其餘部份存放在莫斯科附近的圖什諾（Tushino）機器製造廠之中 |
| 空中及靜態試驗機                       |                                                       |                                        |                                        | |
|                                        | OK-M/OK-ML-1/BST-001 （0.01號）                       | 1982年                                 | 靜態測試                               | 靜態測試部份：零件、常溫靜態載入、質量慣性矩、載荷、發射載具介面測試（水平及垂直）。1982年建造。在2007年整修後於室外展示，現存放於哈薩克拜科努爾太空中心之中 |
|                                        | OK-GLI/BST-002 （0.02號，暴風雪模疑機）               | 1984年                                 | 空中測試                               | 模疑空中試驗機，於1984年組裝。共實際進行過25次空中氣動飛行測試試飛及9次滑行測試。2000年時從俄國被賣到雪梨做為奧運展覽，最終由辛斯海姆汽車及科技博物館購入，原本預定於2005年付運到德國;2008年法律訴訟勝利後到德國展出，今收藏於德國施派尔（Speyer）的技术博物館之中。 |
|                                        | OK-KS （0.03號）                                      | 1982年                                 | 靜態電力／整合測試                     | 靜態測試部份：電子及電力。現存放於科羅勒夫的能量號工廠 |
|                                        | OK-MT/OK-ML-2 （0.04號）                              | 1983年                                 | 機械模型                               | 靜態測試部份：設備使用說明、液體及氣體載入方法、密封系統完整性、船員進出、說明書。現存放於拜科努爾太空中心的112-MZK組裝大樓內，小鳥號旁邊。 |
|                                        | OK-M005 （0.05號）                                    |                                        | 靜態測試                               | 震動及真空試驗機。今存放在莫斯科的NIIKhIMMash測試廠房內 |
|                                        | OK-TVI （0.06號）                                     |                                        | 靜態熱力／真空測試場                   | 靜態測試部份：熱力／真空環境測試箱、熱平衡過程。今主機體部份，存放在莫斯科的NIIKhIMMash測試廠房內 |
|                                        | OK-M008 （0.08號）                                    |                                        | 靜態測試                               | 震動及真空試驗機。2012曾於莫斯科展出。今存於莫斯科。 |
|                                        | OK-TVA （0.15號）                                     |                                        | 靜態測試                               | 結構試驗機：載入及壓力、熱力及震動。整修時使用OK-5M的零件組裝。今存放於莫斯科的高爾基公園之中。 |
| 相關按比例製作之實物模型及太空船       |                                                       |                                        |                                        | |
|                                        | BOR-4                                                 | 1982年-1984年                          | 米格-105螺旋太空飛機模型               | 螺旋太空飛機的1:2模型，曾被發射過5次。今存放於莫斯科的閃電科學生產聯合體（NPO Molniya）公司之中。 |
|                                        | BOR-5（Kosmos號）                                     | 1983年-1988年                          | 暴風雪號1:8模型的次軌道測試            | 曾被發射5次。現存德國施派尔（Speyer）的技术博物館之中。 |
|                                        | 乘坐部份實物原大                                      |                                        | 醫療生物測試                           | |
|                                        | GLI水平飛行模疑器                                     |                                        | 飛行控制軟體調教                       | |
|                                        | 風管模型                                              |                                        | 比例由1:3至1:550的模型                 | 曾建造85個不同比例的模型 |
|                                        | 氣體動力學模型                                        |                                        | 比例由1:15至1:2700的模型               | |

## 未來可能性
在美國穿梭機哥倫比亞號於2003年發生空中解體事故後，均引起了不少人揣測把俄羅斯的能源号火箭及暴風雪號穿梭機重新投入服務的可能性。但是可惜的是，包括火箭推進器及穿梭機本身的所有裝備，都因為蘇聯解體後沒用而失修或被用作其他用途而不能再次重組。

## 技術數據
質量分解
- 總結構／降落系統的質量：42,000公斤
- 功能系統及推進力的質量：33,000公斤
- 穿梭機主發動機：14,200公斤
- 最大載荷：30,000公斤
- 最大起飛重量：105,000公斤

尺寸
- 長度：36.37米
- 翼長：23.92米
- 高度（使用著陸架時）：16.35米
- 荷載艙長度：18.55米
- 荷載艙直徑：4.65米
- 機翼角度：78度
- 機翼後掠角：45度

推進力

與美國太空梭比較圖

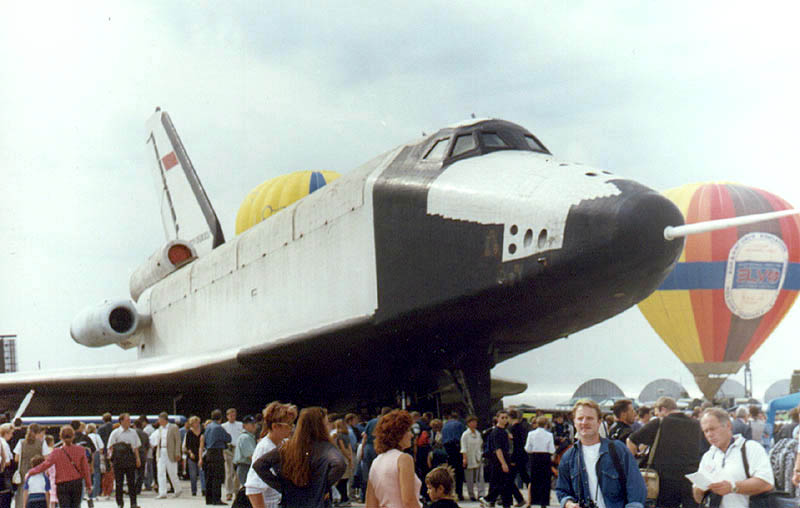
位於茹科夫斯基MACS的暴風雪穿梭機太空測試場，1999年

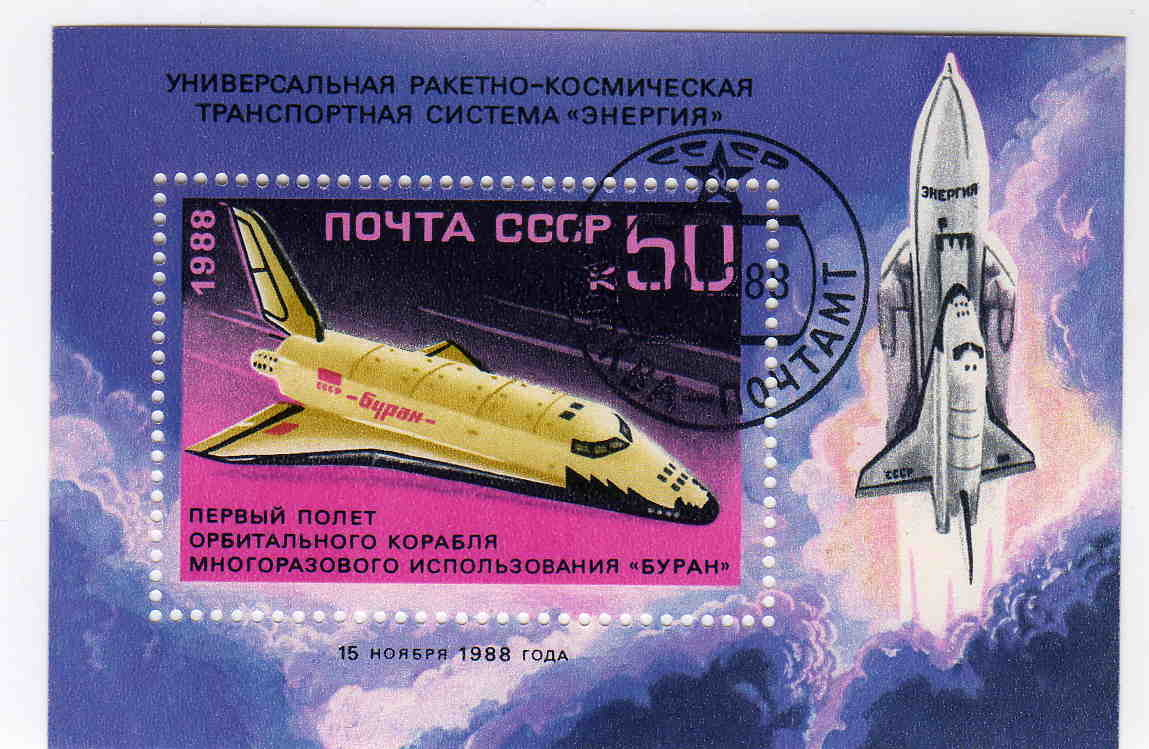
1988蘇聯紀念郵票

- 軌道機動引擎總驅動力：17,600 kgf (173,000 N; 39,000 lbf)
- 軌道機動引擎比衝：362秒
- 操縱總衝量：5 kgf-sec
- 反動力控制系統（RCS）總驅動力：14,866 kgf(145,790 N; 32,770 lbf)
- RCS平均比衝：275-295 sec
- 正常最大推進燃料載入：14,500公斤

## 與美國穿梭機的相似之處
由於暴風雪穿梭機的出現是隨哥倫比亞號穿梭機之後，及由於兩個穿梭機系統的外表相似性—令人聯想起兩款超音速客機圖-144與協和式客機的相似—因此有很多人揣測冷戰期間的間諜在發展蘇聯的穿梭機上扮演重要的角色。但除了外表的相似之外，其實還有很多重要差異存在。因此，間諜的幫助可能只有外表及早期的結構設計而已。

### 與美國穿梭機的主要不同處
- 最大的区别是暴風雪在设计之初即没有打算回收主发动机。主发动机随能源火箭，在燃料耗尽后重返大气被丢弃，不需要随航天飞机，再加速超过第一宇宙速度进入环地轨道，因此在入轨的载重能力上超过美国航天飞机。两国发展航天飞机的初衷都是尽量回收航天器材部件，在石油危机后的能源上涨中均因能效比低被一次性火箭淘汰。
- 暴風雪並不是能量號火箭推進器不可或缺的部份，它只是能量號可載荷的其中一種。任何質量達80公噸的組件均可以被能量號發射升空。
- 能量號打從設計階段開始就是為了配合不同用途，而非只作暴風雪穿梭機的發射器。最重一次配裝（雖未曾建造）可以把重達200公噸的組件送上軌道。
- 能量號亦適合把組件送到月球，但這種改裝從未經測試過。
- 由於暴風雪穿梭機即可載人飛行亦可無人飛行任務，故它擁有自動降落能力。而暴风雪人手操控未尝试運作過。美國的穿梭機後來亦被翻新以擁用自動降落能力，經改裝後的穿梭機任務首次見於STS-121任務之上。
- 由於穿梭機上沒裝有主要火箭引擎，因此空出了空間及重量負載額外組件。機上的最大圓筒狀結構是能量號運載火箭，主引擎在火箭上，而並非燃料缸。
- 能量號運載火箭推進器使用煤油-氧氣液態燃料
- 能量號的運載器及主引擎本來設計成可重複使用，但最終因經費被削減而沒有被製造。美國的穿梭機亦有三具可重複使用的主引擎及固體火箭推進器。但燃料缸會因在大氣層裡燃盡而不可找回，所以每次發射均需裝上一個新的外置燃料缸。
- 暴風雪穿梭機在標準設定上可以搭載30公噸到軌道上，而美國的穿梭機只有25公噸。[10][11]
- 暴風雪穿梭機擁有高的升阻比（6.5）[12]，對比美國的穿梭機只有5.5的升阻比。[13]
- 暴風雪穿梭機的設計可以從軌道載20公噸組件回地球，對比美國的穿梭機只能載回15公噸的組件。
- 暴風雪穿梭機與美國的穿梭機上的隔熱瓦片放置方法不同。蘇聯工程師們相信他們的放置方法在熱度力學上較為優勝。暴風雪穿梭機上的隔熱瓦片沒有灰色的加強碳化物嵌板及在機頭蓋帽之上。當中，前者的損毀被視為2003年美國穿梭機哥倫比亞號解體事件的主因。
- 暴風雪穿梭機的軌道機動系統使用較為安全一點的GOX-煤油推進燃料，這種燃料低毒性、高性能。
- 暴風雪穿梭機被設計成可以平放在發射台以便被特製的火車軌道運送，到達發射場地後才垂直擺放。這使暴風雪穿梭機的移動比美國穿梭機要快，因為美國的穿梭機只能作垂直移動因此移動非常緩慢。

## 在科學小說裡出現的暴風雪號
暴風雪穿梭機及另一個前蘇聯的另一個圍繞軌道計劃螺旋太空飛機，曾被提謝爾蓋·庫加能科在其雙部曲小說《星星是冷戰玩具》（The Stars Are Cold toys）中出現。當中暴風雪號被描寫為配有虛構的“跳躍引擎”，是與外星人作星際交易的首選貨物。在西方的科學小說中，穿梭機常以類似的鋪排出現。
暴風雪穿梭機則出現在Payne Harrison的穿梭機探索小說《暴風無懼》（Storming Intrepid）。
暴風雪穿梭機則出現於視像遊戲《彩虹六號－鷹眼行動》的外加包裝之中。
在克萊格·湯瑪斯的小說《冬鷹》（Winter Hawk）中曾出現一架虛構的穿梭機「Kutuzov」，用以取代蘇聯的激光衛星。

## 請參閱

### 俄羅斯太空相關條目
- 能量號 - 火箭推進器，「暴風雪－能量」太空系統的第二部份。本火箭系統亦可單獨作為運載火箭使用，亦是迄今為止起飛推力和各項載荷的世界紀錄保持者。
- 安-225運輸機 - 用以運載暴風雪號的世界最大型運輸機（以最大起飛重量計算）
- 和平號太空站
- 拜科努爾太空中心

### 太空相關條目
- 穿梭機
- 載人航天
- 太空船
- 太空探索

## 外部連結
- buran.ru （页面存档备份，存于） - 暴風雪穿梭機製造商「NPO Molniya（英语：閃電科學生產聯合體）」官方網站
  - 未完成的暴風雪穿梭機2.01內部照片集 （页面存档备份，存于）
- 航天百科全書的暴風雪穿梭機入門 （页面存档备份，存于）
- 載有暴風雪穿梭機詳細內容的網站 （页面存档备份，存于）
- 俄羅斯航行網頁
- 俄羅斯的穿梭機：暴風雪－Gizmohighway Technology Guide （页面存档备份，存于）
- 德國航行博物館收購了「暴風雪穿梭機」試驗機來展放（德語） （页面存档备份，存于）
- 暴風雪號首次飛行及升空影片
- Aerospaceweb.org：蘇聯暴風雪號穿梭機 （页面存档备份，存于）
- 高爾基公園的衛星圖片，當中可清楚看到OK-TVA
- 存放了OK-GLI的巴林衛星圖片 （页面存档备份，存于）
- 暴風雪家族一覽 （页面存档备份，存于）
- RussianSpaceWeb.com （页面存档备份，存于）
- 俄羅斯聯邦空間局－暴風雪穿梭機
- English Russia網站的暴風雪，第一架俄羅斯穿梭機 （页面存档备份，存于）（照片、影片）
- 蘇聯的VKK（Vosdushno Kosmicheskiy Korabl）太空穿梭機計劃 （页面存档备份，存于）